# Conseil de développement
 (mars 2023).
Si vous disposez d'ouvrages ou d'articles de référence ou si vous connaissez des sites web de qualité traitant du thème abordé ici, merci de compléter l'article en donnant les références utiles à sa vérifiabilité et en les liant à la section « Notes et références ».
Pour les articles homonymes, voir Conseil local de développement.
En France, les conseils de développement sont des instances de démocratie participative. Ces assemblées composées de bénévoles sont mises en place dans les établissements publics de coopération intercommunale à fiscalité propre (EPCI) (métropoles, communautés urbaines, communautés d'agglomérations, communauté de communes), dans les pays et pôles d'équilibre territoriaux et ruraux (PETR) et dans la métropole de Lyon. Un Conseil de développement peut également être créé dans d'autres territoires de projet. Constitués de citoyens bénévoles, de « représentants des milieux économiques, sociaux, culturels, éducatifs, scientifiques, environnementaux et associatifs », les conseils de développement ont pour but de faire émerger une parole collective, sur des questions d’intérêt commun et ainsi contribuer à enrichir la décision politique.
Les conseils de développement sensibilisent les citoyens aux enjeux territoriaux et mobilisent les acteurs sur la définition des projets et des politiques publiques, aux côtés des communautés. Forces de proposition, attachés à la construction collective par le débat, les conseils de développement s’efforcent d’apporter une expertise citoyenne dans le contenu des politiques locales. Le fonctionnement des Conseils est très divers d’une structure à l’autre. C’est donc en s’appuyant sur le dynamisme et les capacités de dialogue de chaque conseil que se définit l’organisation concrète de leur travail et les relations qu’ils établissent, d’une part, avec les élus, les services et d’autre part, avec le territoire et la population.

## Cadre légal
L’article L5211-10-1 du Code général des collectivités territoriales détermine le cadre légal des Conseils de développement.
Les points clés à retenir :
- Les intercommunalités de plus de 50 000 habitants et les Pôles d’Équilibre Territoriaux et Ruraux doivent prendre une délibération pour créer un Conseil de développement. En dessous de ce seuil, les intercommunalités ont la possibilité de créer un Conseil de développement.
- Il est possible de créer un Conseil de développement commun entre un PETR et les intercommunalités qui le composent. Les intercommunalités contiguës peuvent décider de créer un Conseil de développement commun.
- La composition du Conseil de développement doit être plurielle et paritaire.
- Le Conseil de développement s’organise librement, l’intercommunalité ou le territoire de projet lui attribue des moyens de fonctionnement.
- Le Conseil de développement intervient sur toute question intéressant le territoire.
- Le Conseil de développement territorial, rattaché à un Pôle d’équilibre territorial et rural, a des dispositions particulières prévues par les articles L5741-1 et L5741-2 du Code Général des Collectivités Territoriales. Les statuts du pôle territorial déterminent les modalités de fonctionnement du Conseil de développement. Le Conseil de développement émet un avis sur le projet de territoire et reçoit annuellement un rapport sur sa mise en œuvre.

### Évolution de la loi
En 1999, la Loi Voynet et la LOADDT créent les Conseils de Développement. Avec les Lois MAPTAM et NOTRe, les Conseils de développement sont confortés dans la loi. La Loi Engagement et Proximité de 2019 crée l'obligation d'avoir un Conseil de Développement dans les intercommunalités de plus de 50 000 habitants.
En juin 2025, dans le cadre de la Proposition de loi visant à renforcer et sécuriser le pouvoir préfectoral de dérogation afin d'adapter les normes aux territoires, le Sénat a adopté un amendement autorisant les préfets à dispenser les intercommunalités de plus de 50 000 habitants de l’obligation de créer un conseil de développement.

## Coordination nationale des conseils de développement

Logo de la Coordination nationale des conseils de développement (CNCD)

Les conseils de développement se regroupent dans le cadre de la coordination nationale des conseils de développement (CNCD). Mise en place en 2003 pour faire entendre la voix des conseils de développement au niveau national, la CNCD est ouverte à tous les conseils de développement, quel que soit leur territoire de référence – pays, agglomération, communauté urbaine ou métropole.
Il y a actuellement 132 conseils de développement membres de la CnCd.
Association nationale loi de 1901, la CNCD est un espace d’échange de pratiques, de débat et de réflexion pour les membres bénévoles des Conseils de développement et leurs animateurs. Elle propose entre autres des formations, des temps d'échanges et un partage de données entre les conseils membres. Elle œuvre pour le développement d’une citoyenneté active permanente et collective, complémentaire à la citoyenneté individuelle et électorale du politique, pour faire progresser la démocratie dans tous les territoires.
Un ouvrage dressant le bilan de l'activité des conseils de développement a été publié en 2010 aux éditions du Certu.

### L'Observatoire territorial et citoyen: pour faciliter l'accès aux données dans les territoires
L’Observatoire territorial et citoyen est une plateforme ouverte à l’ensemble des conseils de développement membres de la CNCD. Fruit d’une initiative commune entre la Coordination nationale des Conseils de Développement et la société TADATUM, elle vise à faciliter l’accès, la compréhension, et l’analyse de données pour un public non-spécialiste de l’open data.